# Senado de la República de Colombia
El Senado de la República es una de las dos cámaras del Congreso de la República de Colombia y una parte fundamental de la rama legislativa. El Senado de la República es un cuerpo colegiado de representación directa del pueblo y debe actuar consultando a la justicia y por el bien común.
La composición y poderes del Senado se encuentran estipulados en el Título VI de la Constitución de Colombia de 1991 y en la Ley 5.ª de 1992. Actualmente, el Senado de la República está integrado por 108 senadores: 100 son elegidos por voto popular en todo el territorio nacional; cinco pertenecen al partido Comunes, antes partido FARC, en concordancia con el proceso de paz entre el gobierno colombiano y esa guerrilla; dos se eligen en representación de las comunidades indígenas, a través de una circunscripción especial nacional; y uno se asigna al segundo candidato con mayor votación en las elecciones presidenciales. El Senado de la República elige a sus miembros en representación de toda la Nación.
El Senado de la República de Colombia cumple con una función constituyente, una función legislativa, una función de protocolo, una función electoral, una función judicial, una función administrativa y de control político dentro de la rama legislativa.
Desde el 20 de julio de 2025, el Senado es presidido por Lidio Garcia Turbay del Partido Liberal y el Secretario General es Diego González.

## Reglamento del Senado

### Atribuciones
Por la Ley 5.ª de 1992, al Senado no solo le compete tramitar leyes y ejercer control político sobre el ejecutivo, sino que cuenta con otras atribuciones especiales. Al Senado le corresponde:
- Admitir o no la renuncia del Presidente de la República o del Vicepresidente.
- Conceder licencia al Presidente de la República para separarse temporalmente del cargo o declarar incapacidad física permanente del presidente de la República
- Elegir los magistrados de la Corte Constitucional y el procurador general de la Nación.
- Aprobar o negar los ascensos militares.
- Autorizar al Gobierno para declarar la guerra a otra Nación y permitir el tránsito de tropas extranjeras por territorio colombiano.
- Rendir opinión de prórroga para el segundo período del Estado en caso de conmoción interior.
- Conocer las acusaciones que formule la Cámara de Representantes contra el presidente de la República, los magistrados de las Altas Cortes y el fiscal general de la Nación.
- Elegir los miembros de la Comisión de Administración del Senado.

### Funciones
El Senado de Colombia, como parte del Congreso de la República de Colombia, dentro de las actividades propias de la rama legislativa del Poder Público debe de cumplir siete funciones principales:
- Función constituyente. El Congreso está autorizado a reformar la Constitución mediante proyectos de acto legislativo.[4]
- Función legislativa. El Congreso está facultado para interpretar, reformar, elaborar y derogar los códigos y leyes en todas las ramas de la legislación.[4]
- Función electoral. El Senado debe elegir a los magistrados de la Corte Constitucional y el procurador general de la Nación y junto a la Cámara de Representantes eligen al contralor general de la República, magistrados de la Sala Jurisdiccional Disciplinaria del Consejo Superior de la Judicatura y Vicepresidente de la República, cuando exista falta absoluta.[6]
- Función de control político. El Congreso puede requerir y citar a los Ministros de Colombia y demás autoridades y hacer seguimiento a las acusaciones que se formulen contra altos funcionarios del Estado a través de indagaciones y declaraciones, orales o escritas. Están autorizados a declarar moción de censura y moción de observaciones.
- Función judicial. El Senado puede adelantar juicio contra altos funcionarios del Estado, los magistrados de las Altas Cortes, el fiscal general de la Nación y el presidente de la República por responsabilidades políticas.[6]
- Función administrativa. El Congreso debe establecer la organización y funcionamiento del Senado y la Cámara de Representantes.[4]
- Función de protocolo. El Congreso está autorizado para recibir a Jefes de Gobierno y de Estado de otros países. Además el presidente del Senado toma juramento.

### Comisiones

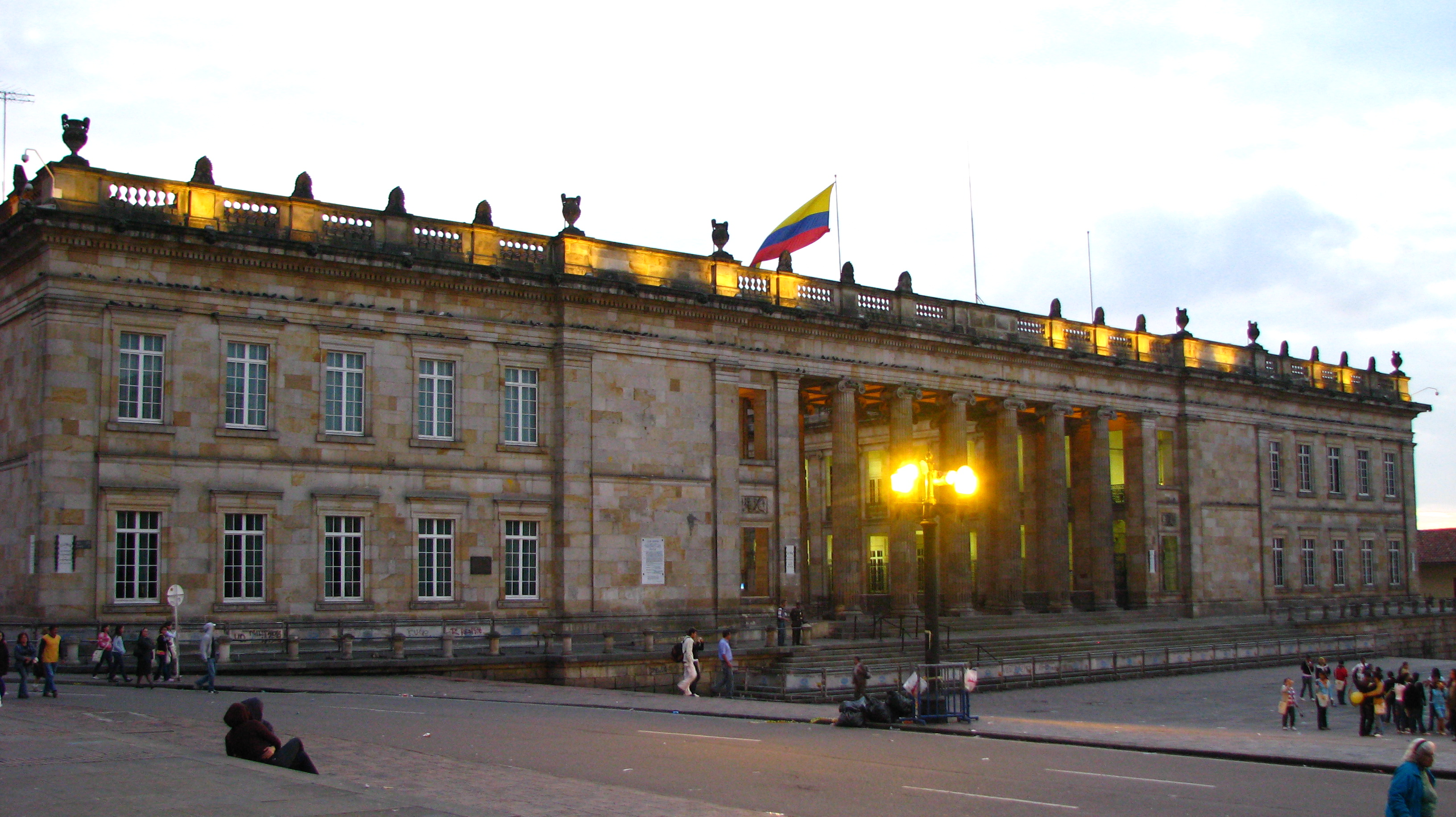
El edificio del Senado en Capitolio Nacional de Colombia en Bogotá

El Senado, como parte del Congreso de la República de Colombia, se desenvuelve en las actividades plenarias, donde se aprueban, rechazan o modifican las iniciativas desarrolladas en comisiones especializadas. El Senado y la Cámara mantienen tres tipos de comisiones: Constitucionales permanentes, Legales y Accidentales.
- Comisiones Constitucionales. El Senado se agrupa en siete comisiones constitucionales regidas por la Ley Quinta de 1992. Todo senador tiene la obligación de pertenecer a una y solo una de las Comisiones.[10]

| Comisión | Primera de Asuntos Constitucionales | Segunda de Relaciones Internacionales | Tercera de Hacienda y Crédito | Cuarta de Presupuesto | Quinta de Medio Ambiente | Sexta de Transporte y Comunicaciones | Séptima de Salud y Seguridad Social | Total         |
| Miembros | 22                                  | 13                                    | 17                            | 15                    | 14                       | 13                                   | 14                                  | 108 Senadores |

- Comisiones legales. Además de las comisiones permanentes, en el Congreso funcionan otras que desarrollan temas que le corresponde a la rama legislativa:[19]
  - Comisión de Derechos Humanos y Audiencias integrada por 10 Senadores y 15 miembros de la cámara.
  - Comisión de Ética y Estatuto del Congresista integrada por 11 Senadores y 17 miembros de la cámara.
  - Comisión de Seguimiento y Vigilancia a los Organismos de Control integrada por 11 Senadores y 15 miembros de la cámara.
  - Comisión Legal de Instrucción propia del Senado de la República y compuesta por 7 Senadores. Su responsabilidad es la de presentar informes motivados con los proyecto de resolución que deben adoptarse.
- Comisiones accidentales. El Senado, como la Cámara, pueden conformar comisiones adicionales para el cumplimiento de misiones específicas.[9]
  - Comisión Accidental de Agua y Biodiversidad:[20] creada desde 2021 para la garantía del derecho al agua, la resolución pacífica de los conflictos socioambientales y la promoción de proyectos de ley estratégicos ambientales para el país. Actualmente su secretaria es Juanita Ariza Ginsberg.

## Senadores y partidos políticos
La presente es la composición del Senado de la República electa para el período del 20 de julio de 2022 al 20 de julio de 2026.

### Curules por partido político
Los 108 Senadores se distribuyeron por partido de la siguiente manera:

### Marcas
- El senador de mayor edad es Aurelio Iragorri Hormaza (Partido de la U), nacido el 28 de abril de 1937 (77 años).
- El senador de menor edad es Andrés García Zuccardi (Partido de la U), nacido en Cartagena de Indias el 18 de julio de 1983 (31 años).
- El senador más veterano fue Roberto Gerlein (Partido Conservador Colombiano), senador desde el 20 de julio de 1974 (51 años como senador de la República).

## Salarios del Senado
De acuerdo con el Decreto n.º 1678 del 2 de agosto de 2013 y de conformidad con la certificación expedida por la Contraloría General de la República mediante Resolución Ordinaria n.º 031 del 28 de mayo de 2013 y modificada por la resolución n.º 065 del 11 de julio de 2013, la asignación salarial de un senador Colombiano es de COL$34.417.000. Además de este salario base, los senadores también tienen beneficios como primas de salud, localización, vivienda y Navidad; además de tiquetes, plan de celular, vehículos, entre otros. El salario asignado equivale a alrededor de 40,8 salarios mínimos de los colombianos con respecto al 2013. En contraste, a un senador de un país desarrollado como Estados Unidos le es asignado un salario de aproximadamente 10,4 salarios mínimos de ese país. También cabe resaltar que a los senadores colombianos se le asigna un salario equivalente a alrededor de 14 veces el PIB (PPA) per cápita colombiano, comparado con un equivalente de aproximadamente 3,3 en el caso de los senadores de EE. UU.

## Mesa directiva
La mesa directiva del Senado de la República de Colombia está conformada por un presidente y dos vicepresidentes, elegidos por la plenaria para un periodo de un año que siempre inicia el 20 de julio. Pese a que no es una norma oficial, es común que la mayoría del Senado ofrezca una vicepresidencia a los grupos minoritarios. A partir del 20 de julio de 2025, la mesa directiva está conformada por:
- Presidente del Senado: Lidio García Turbay (Partido Liberal Colombiano).
- Primer Vicepresidente: Ana Paola Agudelo (MIRA).
- Segundo Vicepresidente: Ana María Castañeda (Cambio Radical).

### Presidentes del Senado de la República de Colombia
IX Congreso
- Lidio García Turbay (Liberal), 2025-2026
- Efraín Cepeda (Conservador), 2024-2025
- Iván Name (Alianza Verde), 2023-2024
- Alexander López (Pacto Histórico), 2023-2024
- Roy Barreras (Pacto Histórico), 2022-2023